# Гольденвейзер, Лев Владимирович
Лев Влади́мирович Гольденве́йзер (псевдоним Аспар; 1883, Тирасполь, Херсонская губерния — 18 августа 1959, Плавск, Тульская область) — русский советский драматург, киносценарист, прозаик, переводчик, театральный режиссёр.

## Биография
Родился в 1883 году в Тирасполе в семье инженера путей сообщения, работающего в правлении Юго-Западных железных дорог — Владимира Соломоновича Гольденвейзера (1853—1919) и Анны Марковны Рейнгерц (1858—1928/1929). В детские годы жил с родителями в Бендерах. В 1901 году окончил восемь классов Кишинёвской 2-й гимназии, затем учился на юридическом факультете Московского университета (окончил в 1907 году). Продолжил обучение в Лазаревском институте восточных языков. Занимался адвокатской практикой (1908—1915) и переводами юридической литературы с французского и немецкого языков (Ж. Ван-Кан «Экономические факторы преступности», 1915; А. Менгер «Об улучшении нравственности», 1917). Адвокат, помощник присяжного поверенного. В 1915—1918 годах — начальник мобилизационной части Московско-Казанской железной дороги.
В 1917 году поступил в театральную студию при Московском художественном театре и одновременно стал режиссёром 2-й студии МХАТа, заведующим сценой и, наконец, художественным руководителем 2-й студии. Поставил спектакль «Воры» по А. П. Чехову. В 1920 году арестован в первый раз, сидел в Бутырской тюрьме, приговорён к 5 годам общественных трудовых работ. 29 августа 1921 года вновь арестован по подозрению к принадлежности к латвийской разведке; 17 сентября приговорён к высшей мере наказания, 15 ноября 1922 года заменённой на 5 лет лишения свободы (в 1921—1923 годах находился в тюремном лазарете). Освобождён досрочно в 1923 году. В 1923—1924 годах — режиссёр театра «Красный факел». В 1926 году — художественный руководитель и режиссёр Гомельского губернского театра имени М. И. Калинина.
В 1920-е годы начал публиковать прозаические произведения, пьесы и сценарии, обыкновенно под псевдонимом Аспар. Автор сценария полнометражных художественных фильмов «Случай на мельнице» (Убийство на мельнице, 1926) и «Бог войны» (Белый всадник, режиссёра Ефима Дзигана, 1929). В 1927 году назначен заведующим литературным отделом Госкино СССР и одновременно — заведующим учебной частью Всероссийской студии киноактёра. Избран членом правления Московского общества драматургических писателей и композиторов (1927). В 1928—1929 годах — уполномоченный общества драматургических писателей и композиторов по Закавказью. В 1929—1932 годах — сценарист-консультант «Кино Сибири». В 1932—1937 годах — художественный руководитель клуба Митрохинской мануфактуры в Кировском районе Московской области.
В 1937 году вновь арестован, в исправительно-трудовом лагере в Коми АССР по 1944 год. После освобождения жил в Новосибирске у сестры — Елены Владимировны Гольденвейзер (жены погибшего В. Л. Утгофа), затем в Вятских Полянах, где заведовал самодеятельным театральным коллективом завода «Молот». Написал роман в семи частях «Выдуманная жизнь» (изъятый при аресте), статьи, к печати не принятые. В 1949 году в разгар кампании против безродных космополитов уволен с завода. 23 апреля 1952 года снова арестован, переправлен в Киров и осуждён на 25 лет исправительно-трудовых лагерей. Срок отбывал в Вятлаге, в начале апреля 1955 года был переведён в колонию для преступников-инвалидов близ города Плавска. Освобождён в конце того же года, поселился в Плавске. Занимался переводами художественной литературы (Арнольда Цвейга «Спор о деле унтера Гриши», повести Харкенталя «Дело Коласа»). Умер 18 августа 1959 года в Плавске от повторного инсульта. Роман «Дом Чехова», написанный после освобождения в конце 1950-х годов, был опубликован посмертно в 2004 году.
Автор книг «Первый русский генерал — революционер Михаил Фёдорович Орлов» (М., 1917), «Суд и самосуд» (М., 1918), рассказов, пьес, киносценариев.

## Фильмография (сценарист)
- 1926 — «Случай на мельнице» (Убийство на мельнице, Межрабпом-Русь)
- 1926 — «Крестовик» (Совкино, 3-я фабрика)
- 1929 — «Бог войны» (Белый всадник, Межрабпом-Русь, Госкинпром Грузии)
- 1930 — «Огненный рейс» (Партизанская жёнка, Капля за каплей, Межрабпомфильм и Киносибирь)
- 1932 — «Ещё двенадцать» (Роскино)

## О нём
- Документальная история с Василием Христофоровым: Лев Гольденвейзер, Невыдуманная жизнь. Документальный фильм (2008).

## Семья
- Старшая сестра — Елена Владимировна Утгоф (1881, Кишинёв — 1958, Ялта), выпускница кишинёвской гимназии для девочек, после окончания специального курса по истории и французскому языку в Кишинёве получила разрешение преподавать эти предметы в качестве домашнего учителя своим единоверцам; училась на философском факультете Гейдельбергского университета, затем на Педагогических курсах в Москве и (после крещения в 1902 году[4]) — на историко-филологическом факультете Московских Высших женских курсов; жена эсера В. Л. Утгофа.
- Младшие сёстры — Елизавета Владимировна Гольденвейзер (1888—?), выпускница историко-филологического отделения Московских Высших женских курсов; Татьяна Владимировна Гольденвейзер (1889—?).
- Брат — Евгений Владимирович Гольденвейзер (1885—?), врач, автор пособия для фельдшеров «Клиническая диагностика» (Минск, 1940).
- Первая жена (до 1912) — Ольга Петровна Яросимович (во втором браке Парпутти, 1883—1961), секретарь-стенографист Министерства тяжёлого машиностроения.
  - Сын — Алексей Львович Гольденвейзер (1911—2003), советский учёный в области теоретической и прикладной механики, доктор физико-математических наук (1947), профессор.
  - Дочь — Ирина Львовна Гольденвейзер (1908—1987 или 1995), замужем за учёным-гидромехаником Максимом Исидоровичем Гуревичем (1909—1975), автором теории струй идеальной жидкости.
- Вторая жена (1912[5]—1923) — Анастасия Николаевна Попова (1888—1978), дочь писателя и публициста Николая Елеазаровича Попова (1863—1917), сестра актрисы Веры Николаевны Викторовой (жены актёра А. П. Кторова). Дочери — Вера (1913—1990), инженер-технолог, кандидат технических наук, и Татьяна (1917—2005).
- Третья жена — Анастасия Филипповна Доброславская, балерина Большого театра (вторым браком замужем за артистом МХАТа В. В. Грибковым).

### Братья отца
- Александр Соломонович Гольденвейзер (1855—1915) — видный российский юрист-цивилист, автор трудов по гражданскому праву; его сыновья (двоюродные братья Л. В. Гольденвейзера) — Алексей Гольденвейзер (1890—1979), юрист, еврейский общественный деятель в Киеве, Берлине и Нью-Йорке, издатель, публицист; Александр Гольденвейзер (1880—1940), антрополог; Эммануил Гольденвейзер (1883—1953), экономист и статистик.
- Борис Соломонович Гольденвейзер (1839—1916)— адвокат; его сын — Александр Гольденвейзер (1875—1961), создатель крупнейшей советской пианистической школы; дочь — пианистка Мария Борисовна Гершензон (1873—1940), была замужем за литературоведом М. О. Гершензоном.
- Моисей Соломонович Гольденвейзер (1837/1838 — 1921, Варшава) — юрист, юрисконсульт банка Полякова, библиофил, литературовед и историк (в его доме в Гранатном переулке в 1910-е годы проживали родители А. Д. Сахарова); его сын — Николай Гольденвейзер, юрист, драматург и прозаик, глава юридического отделения русского земства и гражданского союза, преподавал в Московском университете.
- Яков Соломонович Гольденвейзер (1 июня 1862, Екатеринослав — после 1919), адвокат, присяжный поверенный в Киеве, автор очерков «О материальной, а не формальной правде» и «О широком просторе усмотрения суда в проекте об обязательствах» (Киев: Тип. Императорского Университета св. Владимира Н. Т. Корчак-Новицкого, 1901), книги «Крива обмова. Справа Бейліса» (с М. Виленским, Харьков, 1931)[6].